# Chronicle, Vol. 1
Chronicle, Vol. 1, originalmente Chronicle - The 20 Greatest Hits, es un álbum recopilatorio de la banda estadounidense Creedence Clearwater Revival, publicado en 1976.

## Lista de canciones
1. «Suzie Q» – 4:36
2. «I Put a Spell on You» – 4:30
3. «Proud Mary» – 3:07
4. «Bad Moon Rising» – 2:18
5. «Lodi» – 3:09
6. «Green River» – 2:32
7. «Commotion» – 2:41
8. «Down on the Corner» – 2:43
9. «Fortunate Son» – 2:18
10. «Travelin' Band» – 2:07
11. «Who'll Stop the Rain» – 2:27
12. «Up Around the Bend» – 2:41
13. «Run Through the Jungle» – 3:05
14. «Lookin' out My Back Door» – 2:31
15. «Long as I Can See the Light» – 3:32
16. «I Heard It Through the Grapevine» – 10:53
17. «Have You Ever Seen the Rain?» – 2:38
18. «Hey Tonight» – 2:41
19. «Sweet Hitch-Hiker» – 2:55
20. «Someday Never Comes» – 3:59

## Personal
- John Fogerty: guitarra principal y voz
- Stu Cook: bajo
- Doug Clifford: batería
- Tom Fogerty: guitarra rítmica (excepto en "Sweet Hitch-Hiker" y "Someday Never Comes")